# Kõrsa raba
Kõrsa raba är en mosse i landskapet Pärnumaa i sydvästra Estland. Huvuddelen ligger i Pärnu stadskommun (före kommunreformen 2017 i Paikuse kommun), en bit av dess nordöstra del i Tori kommun. Den ligger 10 km öster om Pärnu och 110 km söder om huvudstaden Tallinn. I sydväst angränsar Kõrsa raba till våtmarken Lanksaare raba.
Trakten ingår i den hemiboreala klimatzonen. Årsmedeltemperaturen i trakten är 4 °C. Den varmaste månaden är juli, då medeltemperaturen är 18 °C, och den kallaste är januari, med −11 °C.